# Вольная философская ассоциация
Вольная философская ассоциация (Вольфила) — общественная организация в Петрограде (Ленинграде) в 1919—1924 годах. В её деятельности участвовали представители той части российской интеллигенции, которая в целом готова была принять Октябрьскую революцию, но считала, что для построения нового общества необходима также и духовная революция.

## Создание
Первые упоминания о создании Вольно-философской академии (первоначальное название Вольфилы) можно встретить в записных книжках А. Блока ещё в 1918 году. Ассоциация была создана в 1919 году по инициативе Р. В. Иванова-Разумника, А. Белого и других членов редакционной коллегии альманаха «Скифы» для исследования и пропаганды философских вопросов культуры и свободного творческого общения. Целью была названа «разработка в духе философии вопросов культурного творчества», работа ассоциации предполагалась «в духе философии и социализма». Устав ассоциации был утвержден коллегией Наркомпроса РСФСР 10 октября 1919 года и затем зарегистрирован исполкомом Петросовета и утвержден Главнаукой Наркомпроса РСФСР.
Среди членов-учредителей ассоциации были А. З. Штейнберг, А. А. Блок, К. А. Эрберг, К. С. Петров-Водкин, Д. М. Пинес, С. Д. Мстиславский, В. Э. Мейерхольд, Н. О. Лосский, Л. П. Карсавин, А. А. Чебышёв-Дмитриев, А. А. Мейер. Руководящим органом был Совет Ассоциации (его председателем в 1919–1921 годах был А. Белый, а с 1921 – Р. В. Иванов-Разумник), в состав которого вошли четыре члена-учредителя: Андрей Белый, Иванов-Разумник, А. З. Штейнберг и К. А. Эрберг.

## Деятельность
Число членов ассоциации доходило до 350, а открытые заседания посещало до 1000 человек. Среди них были философы и критики различных направлений (от марксизма до антропософии), а также все интересующиеся вопросами философии и культуры, преимущественно молодёжь. Деятельность ассоциации заключалась в организации открытых лекций, бесед и докладов в «субботнем клубе» и на «воскресных публичных заседаниях». Открытых политических дискуссий в ассоциации не велось. Среди лекторов и докладчиков были А. Блок, А. Белый, И. М. Гревс, С. Ф. Платонов, Е. В. Тарле, В. Э. Мейерхольд, К. С. Петров-Водкин, Е. И. Замятин, В. А. Пяст, А. М. Ремизов, П. А. Сорокин, В. Г. Тан-Богораз, Е. Г. Полонская, Н. О. Лосский, А. А. Гизетти. Активными участниками собраний были Э. Л. Радлов, Н. И. Гаген-Торн, М. М. Зощенко, О. Д. Форш, Л. В. Пумпянский.
Первое открытое заседание (16 ноября 1919 года) и десять последующих прошли в помещении издательства «Колос» на проспекте Володарского (Литейный проспект), 21. С марта 1920 года заседания проходили в Доме искусств (набережная р. Мойки, 59). В марте и мае 1920 года заседания проходили в Зимнем дворце, а с мая на Чернышёвой площади, 2; с осени 1920 — в здании Русского географического общества (Демидов переулок, 10), а затем — в специально выделенном постоянном помещении (набережная р. Фонтанки, 50).
Научную и учебную работу в рамках ассоциации вели «закрытые курсы» или кружки (позднее отделы): философского символизма (руководитель — А. Белый), философии творчества (рук. К. А. Эрберг), философии культуры (рук. Р. В. Иванов-Разумник), творчество слова (рук. О. Д. Форш), философии математики (рук. А. А. Чебышёв-Дмитриев). Кружок «Воскресение» также некоторое время собирался в помещении ассоциации.
Имелись отделения ассоциации в Москве (существовало в 1920—1921 годах) и Берлине (в 1921—1923 годах). Вольфила сотрудничала с московской организацией Вольная Академия Духовной Культуры (1918—1922), членами которой были критики и философы Густав Шпет, М. П. Столяров и М. О. Гершензон, а также главные фигуры российского религиозного ренессанса — Н. А. Бердяев, Б. П. Вышеславцев и Ф. А. Степун.
29 сентября 1921 года на заседании под председательством А. Белого (Б. Н. Бугаева) (в присутствии Г. Г. Шпета) С. А. Есенин был принят кандидатом в Ассоциацию.
4 сентября 1924 года ассоциация была закрыта. Её имущество было передано Всероссийскому союзу писателей.

## Возрождение
В начале 2012 года в Фейсбуке философами во главе с Юрием Балушкиным, Алексеем Карякиным и Алексеем Фирсовым, сгруппировавшимися вокруг внеакадемического философского проекта «Другие.ру», было создано «Вольное философское общество» — внеинституциональное интернет-сообщество, включившее в себя как профессиональных философов, так и тех, кто интересуется философским осмыслением вопросов жизни, не имея базового философского образования. Состоящее из чуть менее 1000 человек сообщество открыто к вступлению новых членов. От возникшего позже «Вольного философского общества» в офлайне данное сообщество отличается своей внеинституциональностью, открытостью, дискуссионностью, отсутствием вертикальных способов управления и претензий на возрождение «Вольфилы» начала XX века.
7 августа 2012 года в Москве было официально объявлено о «возрождении» «Вольной философской ассоциации», но уже в качестве Научно-просветительского центра «Вольное философское общество» на специальном вечере, посвящённом этому событию в Овальном зале Всероссийской Государственной Библиотеки Иностранной Литературы им. М. И. Рудомино. Председателем «возрождённой» организации стал профессор, академик РАЕН Георгий Борисович Дергачёв. Организация тесно связана с масонским движением, что выражается в интересе к истории масонства, фигуре известного русского просветителя и масона Н. И. Новикова (при непосредственном участии Вольного философского общества ему установлен памятник во дворе библиотеки имени М. И. Рудомино), эзотерическим учениям, а также в розенкрейцеровской визуальной символике.